# Sistema majoritário
Em um sistema eleitoral majoritário (português brasileiro) ou maioritário (português europeu), o vitorioso surge por maioria relativa (ou pluralidade), que representa a menor maioria (maioria mínima), ou por maioria absoluta.

Foi o primeiro princípio representativo surgido na história ocidental, a partir das práticas da Igreja Católica ainda na Idade Média, para definir representantes de suas várias circunscrições administrativas espalhadas pela Europa. Posteriormente, tal princípio foi adotado na Inglaterra para a escolha de representantes políticos das regiões do país. Atualmente, está em vigor em países como Brasil, Portugal, EUA, Canadá, Reino Unido, França, Austrália e Nova Zelândia.

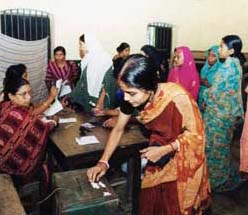
Processo eleitoral na Índia.

A ideia básica do princípio eleitoral majoritário é obter a representação política de uma certa base territorial. Num dado limite geográfico do país, os deputados não representariam ideias ou partidos, mas as comunidades que habitassem aquela delimitação física.
Esse sistema não tem por objetivo um parlamento que reflita a distribuição dos votos, mas a formação de um governo homogêneo. O sistema eleitoral britânico, por exemplo, baseia-se na pluralidade verificada de uma só vez. No caso de exigência de maioria absoluta, recorre-se a uma votação preferencial (ou alternativa) ou a um sistema de dois turnos (ou duas voltas).

## Votação alternativa
A votação alternativa é um sistema de eleição preferencial: os eleitores são solicitados a enumerar todos os candidatos na ordem de sua preferência; os candidatos com menor número de preferências são eliminados; as preferências dos restantes são redistribuídas até que surja um vencedor.

## Voto distrital
O voto distrital majoritário impõe a lógica territorial/local no sistema, pois para o partido obter muitas cadeiras é necessário a concentração dos votos nos distritos: votos espalhados em vários distritos distribuem os votos e não elegem nenhum candidato. Esse sistema se conjuga com o sistema de eleições com distritos uninominais, onde só há um só candidato por partido, ou com distritos plurinominais, onde há uma pluralidade de candidatos. Ele leva à paroquização da representação, já que aos candidatos é necessário o apoio dos distritos para se conseguir uma cadeira. Um aspecto positivo dessa regionalização é o incentivo a uma maior accountability. Um aspecto negativo é o estímulo ao clientelismo, já que, pela lógica do sistema distrital, o representante vê-se obrigado, se quer ser reeleito, a se fazer defensor dos interesses locais, colocando em segundo plano os interesses coletivos e nacionais.

## Divisão de distritos
Outra questão importante do voto distrital é o método adotado para se dividir os distritos pois, dependendo da maneira que eles são divididos, o resultado da eleição pode se alterar. Um método de definição de distritos eleitorais é o gerrymandering, que consiste em dividir os distritos visando concentrar os votos.
No Brasil, os eleitores votam em eleições majoritárias para escolherem presidente e vice-presidente da República    , governadores e vice-governadores, Prefeitos e senadores. Em Cabo Verde, Portugal e Moçambique, apenas no caso das eleições presidenciais. Uma desvantagem do sistema majoritário é o fato de privar as minorias do direito de voz. Como exemplo, tem-se a eleição no Reino Unido, que escolheu John Major: os conservadores receberam 42% dos votos totais e conquistaram 57% das cadeiras do Parlamento, enquanto que os liberais receberam 22% dos votos nacionais, mas conquistaram apenas 3,3% dos lugares no Parlamento.